# Влахински циркус
Вла̀хинският цѝркус или Вѝхренският цѝркус е циркус в северния дял на Пирин планина. Разположен е югозападно от връх Вихрен.
Циркусът е ограден от запад от рида Гредаро, от юг от Муратов връх, от север от рида Кулска бърдчина и от изток от Хвойнати връх. Намира се на 2300 метра надморска височина и е отворен от северозапад. Площта на циркуса е около 3500 декара. Склоновете, които го заобикалят са стръмни и отвесни. В циркуса са разположени Влахинските езера. Геоложката основа на Влахинския циркус е от гранити и метаморфни скали. Повите са планинско-ливани и на места са излужени. По склоновете на югозиток и изток на циркуса има субалпийска ревна растителност между скални откоси и сипеи.
Хижа „Вихрен“ е най-близък изходен пункт за Влахинския циркус.